# Glenns Ferry
Glenns Ferry es una ciudad ubicada en el condado de Elmore en el estado estadounidense de Idaho. En el año 2010 tenía una población de 1.319 habitantes y una densidad poblacional de 293,11 personas por km².

## Geografía
Glenns Ferry se encuentra ubicado en las coordenadas 42°57′7″N 115°18′4″O / 42.95194, -115.30111. Según la Oficina del Censo, la localidad tiene un área total de 4,5 km² (1,7 mi²), de la cual 4,5 km² (1,7 mi²) es tierra y 0 km² (0 mi²) (0.0%) es agua.

## Demografía
En el 2000 la renta per cápita promedia del hogar era de $26,379, y el ingreso promedio para una familia era de $32,019. En 2000 los hombres tenían un ingreso per cápita de $27,321 contra $17,692 para las mujeres. El ingreso per cápita para la localidad era de $12,869. Alrededor del 24.5% de la población estaba bajo el umbral de pobreza nacional.